# 小行星7223
小行星7223（7223 Dolgorukij）是一颗绕太阳运转的小行星，为主小行星带小行星。该小行星于1982年10月14日发现。

## 轨道参数
小行星7223的轨道半长轴为2.3511002 UA，离心率为0.175。